# Вуожозеро
Вуожозеро — пресноводное озеро на территории Петровского сельского поселения Кондопожского района Республики Карелии.

## Общие сведения
Площадь озера — 1,0 км². Располагается на высоте 149,0 метров над уровнем моря.
Котловина ледникового происхождения.
Форма озера лопастная, продолговатая: оно почти на три километра вытянуто с запада на восток. Берега изрезанные, каменисто-песчаные, местами заболоченные.
В озеро впадает ручей. Вуожозеро не имеет поверхностных стоков и относится к бассейну реки Малой Суны, впадающей в Сямозеро. Из Сямозера берёт начало река Сяпся, впадающая в Вагатозеро. Через последнее протекает река Шуя.
На озере 15 островов общей площадью 0,08 км², однако их количество может варьироваться в зависимости от уровня воды.
Рыба: щука, плотва, окунь.
К западу от озера проходит лесная дорога.
Населённые пункты вблизи водоёма отсутствуют.
Код объекта в государственном водном реестре — 01040100111102000017150.